# Sandro Ranieri Guimarães Cordeiro
Sandro Ranieri Guimarães Cordeiro (São Romão, 15 de março de 1989) é um futebolista brasileiro que atua como volante. Atualmente joga no Harborough Town.

## Carreira

### Início
Nascido em Riachinho (Minas Gerais), na época um distrito de São Romão (Minas Gerais), Sandro foi cedo com a família para Planaltina, no Distrito Federal. Ganhou uma chance nos times de base do Gama e, aos 16 anos, foi para o Atlético Paranaense, onde ficou só três meses. Acabou indo para um time de empresário no Paraná. Ao disputar a Copa São Paulo pelo Londrina, em 2006, se destacou e chamou a atenção do Internacional.

### Internacional
Sandro ganhou espaço no Inter quando Edinho e Maycon contraíram hepatite A no início de 2008. Foi promovido dos juvenis para reserva dos profissionais ainda no Campeonato Gaúcho daquele ano.[carece de fontes?]
Sua melhor oportunidade de participação nos jogos surgiu no Campeonato Brasileiro, sob o comando do técnico Tite. Devido a uma lesão sofrida pelo zagueiro Gonzalo Sorondo, Sandro foi inscrito na Copa Sul-Americana no lugar deste, e acabou herdando a camisa de número 4.[carece de fontes?]
Já em 2009, tornou-se titular do Colorado substituindo o volante Edinho, assumindo a camisa 8.[carece de fontes?]

### Tottenham

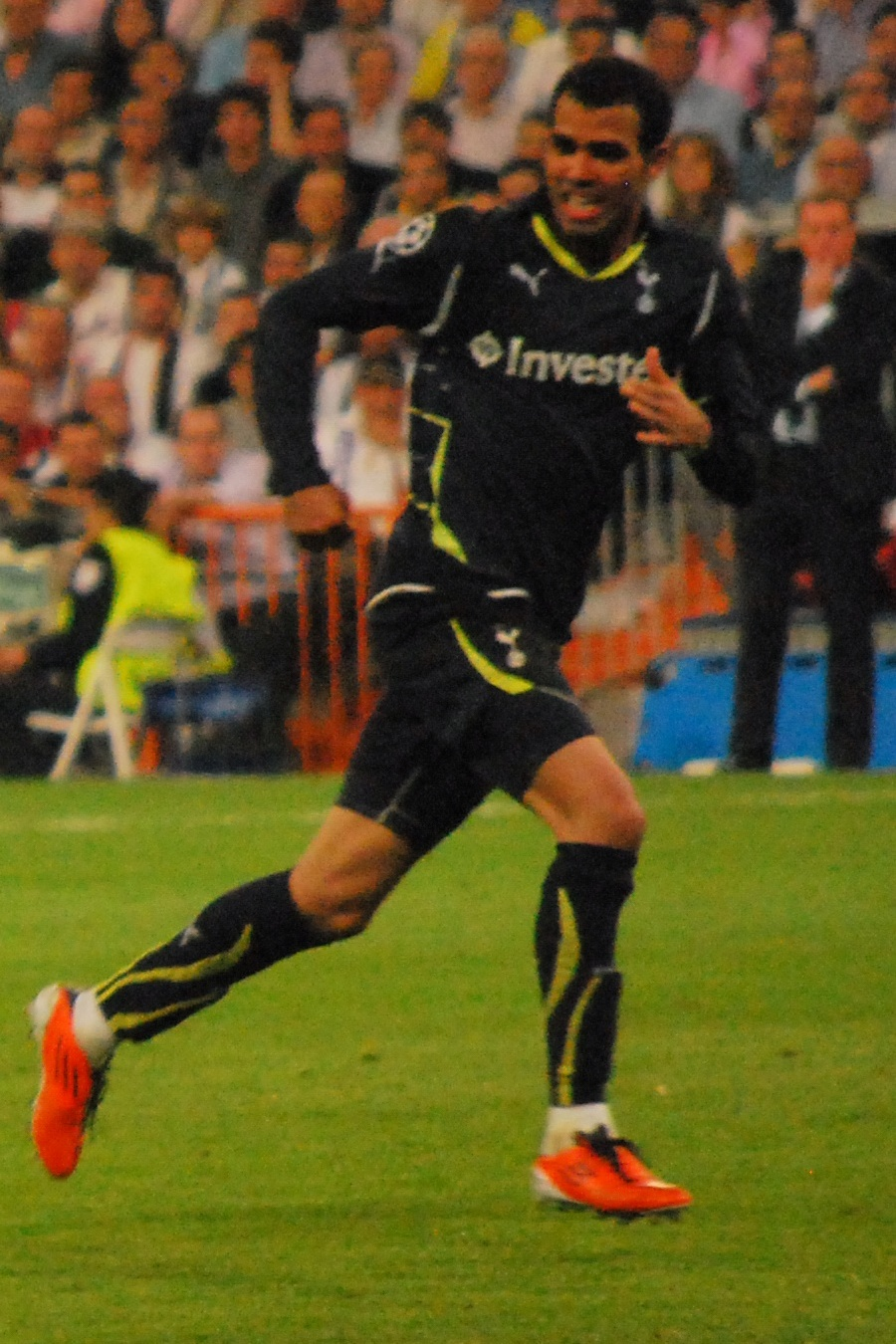
Sandro atuando pelo Tottenham em 2010

No dia 22 de março de 2010, foi confirmado que o volante defenderia o Tottenham, da Inglaterra, após a disputa da Libertadores, sendo vendido por 10 milhões de euros (aproximadamente 24 milhões de reais). Na sua ultima partida pelo Internacional, Sandro despediu-se com o título da competição sul-americana.
O volante estreou pelos Spurs no dia 21 de setembro de 2010, numa derrota por 4–1 para o Arsenal no White Hart Lane. Apesar da derrota, o brasileiro foi eleito por torcedores o melhor jogador do time em campo.
Sandro marcou o seu primeiro gol pelo Tottenham em um derby contra o Chelsea, num forte chute de fora da área que acertou o ângulo do goleiro Petr Čech. Apesar do gol, o jogador não conseguiu evitar a derrota e viu o seu time ser goleado pelo placar de 6–1.

### Queens Park Rangers
No dia 1 de setembro de 2014, foi confirmada a contratação do volante pelo Queens Park Rangers, também da Inglaterra, por 10 milhões de libras (R$ 37,2 milhões). Sandro estreou pelos Rangers no dia 14 de setembro, contra o Manchester United, com o jogo terminando em 4–0 para os Diabos Vermelhos.

#### Empréstimo ao West Bromwich
Em 29 de janeiro de 2016, Sandro assinou contrato com o West Bromwich. Realizou sua estreia num empate em 1–1 com o Swansea.

### Antalyaspor e Benevento
No dia 11 de janeiro de 2017, Sandro assinou com o Antalyaspor em um contrato de três anos.
Em 10 de janeiro de 2018, Sandro assinou um contrato de empréstimo com o Benevento até 30 de junho. Estreou em 28 de janeiro de 2018 com uma derrota fora de casa por 3–0 contra o Torino. Ele marcou seu primeiro gol pelo Benevento durante sua quarta partida, marcando o gol de 1–1 em uma vitória em casa por 3–2 contra o Crotone.

### Genoa
Em 3 de julho de 2018, Sandro assinou um contrato com o Genoa.

### Udinese
No dia 31 de janeiro de 2019, Sandro ingressou na Udinese por empréstimo pelo restante da temporada 2018–19.

### Retorno ao Genoa
Após passagem de empréstimo pela Udinese Calcio, o contrato com o Genoa foi rescindido em 3 de janeiro de 2020, depois que ele não apareceu em nenhum jogo pelo clube na temporada 2019–20.

### Goiás
Anunciado como reforço do Goiás no dia 17 de janeiro de 2020, Sandro foi apresentado oficialmente no dia 24 de janeiro, concretizando o retorno aos gramados brasileiros após uma década jogando na Europa.
No entanto, o volante não conseguiu ter uma boa sequencia no clube e não teve o seu contrato renovado no final do ano.

## Seleção Brasileira
Pela Seleção Brasileira Sub-20, Sandro vestiu a camisa 5 e foi o capitão da equipe que foi campeã do Sul-Americano Sub-20 de 2009. Na fase final da competição, marcou um dos três gols contra a anfitriã Venezuela. Foi convocado também para o mundial da categoria, mas a pedido da direção do Inter, foi dispensado e, em seu lugar, foi chamado Douglas Costa.

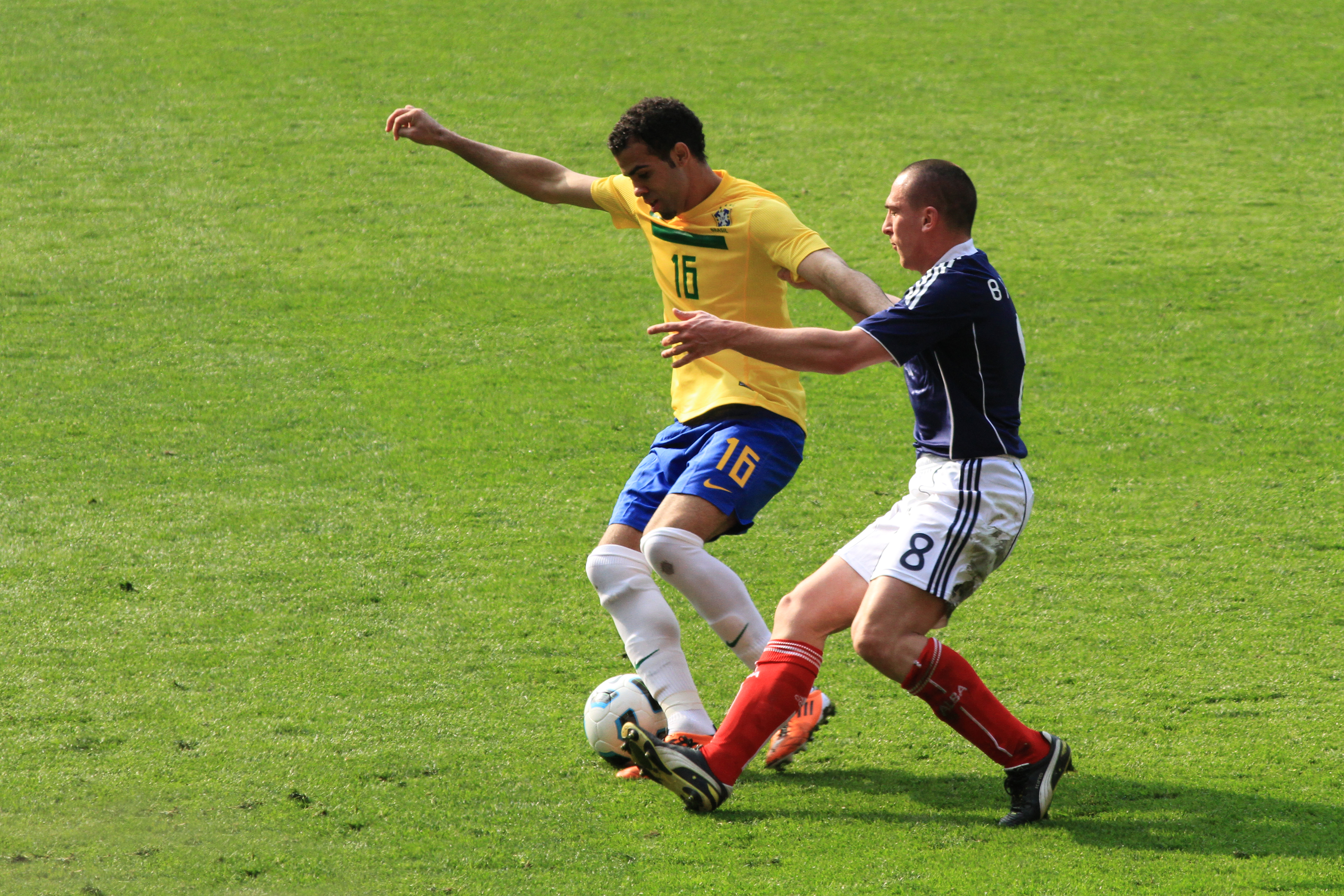
Sandro atuando pela Seleção Brasileira num amistoso
contra a Escócia, em março de 2011

As boas atuações de Sandro no Inter renderam ao jogador sua primeira convocação para a Seleção Brasileira principal. Em 27 de agosto de 2009, foi chamado pelo técnico Dunga para o lugar de Josué, que se recuperava de uma cirurgia, para enfrentar Argentina e Chile durante as Eliminatórias. Sandro estreou contra o Chile entrando durante o segundo tempo, substituindo o meia Júlio Baptista.
Para a Copa do Mundo FIFA de 2010, o volante ficou entre os sete suplentes da Seleção Brasileira. No mesmo ano, voltou a ser convocado para a Seleção logo após o mundial, desta vez por Mano Menezes. No ano seguinte fez parte do elenco que disputou a Copa América realizada na Argentina, mas foi cortado em meio à competição devido à lesões nas panturrilhas e no joelho.
Recuperado, voltou a ser convocado por Mano Menezes. Marcou pela seleção principal seu primeiro gol em amistoso contra o Gabão.
No dia 11 de maio de 2012, o jogador foi convocado para os amistosos contra Dinamarca, Estados Unidos, México, Argentina e Grã-Bretanha, que foram realizados entre os dias 26 de maio e 20 de julho.
Convocado para as Olimpíadas 2012, Sandro balançou as redes na terceira partida contra a Nova Zelândia, marcando um dos gols da vitória por 3–0.

### Jogos pela Seleção Brasileira Sub-23
|    | Data                 | Local                                        | Resultado | Adversário    | Gols | Competição                         |
| -- | -------------------- | -------------------------------------------- | --------- | ------------- | ---- | ---------------------------------- |
| 1. | 20 de julho de 2012  | Riverside Stadium, Middlesbrough, Inglaterra | 2–0       | Grã-Bretanha  | 1    | Amistoso                           |
| 2. | 26 de julho de 2012  | Millennium Stadium, Cardiff, País de Gales   | 3–2       | Egito         | 0    | Jogos Olímpicos de Londres de 2012 |
| 3. | 29 de julho de 2012  | Estádio Old Trafford, Manchester, Inglaterra | 3–1       | Bielorrússia  | 0    | Jogos Olímpicos de Londres de 2012 |
| 4. | 1 de agosto de 2012  | St James' Park, Newcastle, Inglaterra        | 3–0       | Nova Zelândia | 1    | Jogos Olímpicos de Londres de 2012 |
| 5. | 4 de agosto de 2012  | St James' Park, Newcastle, Inglaterra        | 3–2       | Honduras      | 0    | Jogos Olímpicos de Londres de 2012 |
| 6. | 7 de agosto de 2012  | Old Trafford, Manchester, Inglaterra         | 3–0       | Coreia do Sul | 0    | Jogos Olímpicos de Londres de 2012 |
| 7. | 11 de agosto de 2012 | Estádio de Wembley, Londres, Inglaterra      | 1–2       | México        | 0    | Jogos Olímpicos de Londres de 2012 |

## Títulos
Internacional
- Campeonato Gaúcho: 2008 e 2009
- Copa Sul-Americana: 2008
- Copa Suruga Bank: 2009
- Copa Libertadores da América: 2010

Seleção Brasileira
- Campeonato Sul-Americano Sub-20: 2009